# Pawel Nikolajewitsch Wassiljew

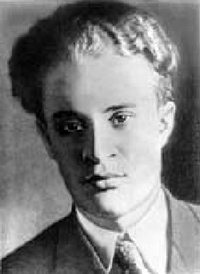
Pawel Wassiljew

Pawel Nikolajewitsch Wassiljew (russisch Павел Николаевич Васильев; * 23. Dezember 1909jul. / 5. Januar 1910greg. in Saissan; † 16. Juli 1937 in Moskau) war ein sowjetischer Schriftsteller.

## Leben
Wassiljews Vater Nikolai Kornilowitsch Wassiljew (1886–1940), Sohn eines Holzsägers und einer Waschfrau, absolvierte das Lehrerseminar in Semipalatinsk und erhielt 1906 eine Lehrerstelle in Saissan. Wassiljews Mutter Glafira Matwejewna geborene Rschannikowa (1888–1943), Tochter eines Bauern im Ujesd Krasnoufimsk, absolvierte das Progymnasium in Pawlodar. 1911 zog die Familie nach Pawlodar, 1914 nach Atbassar und 1916 nach Petropawl, wo Wassiljew eingeschult wurde. Im Russischen Bürgerkrieg zog die Familie 1919 nach Omsk, wo der Vater in die Armee Admiral Alexander Wassiljewitsch Koltschaks einberufen wurde. Ende 1920 kehrte die Familie nach Pawlodar zurück und ließen sich bei den Großeltern Matwejew nieder. Wassiljew besuchte die von seinem Vater geleitete siebenjährige Schule der Wassertransportverwaltung. 1921 schrieb er seine ersten Gedichte. 1923 nahm er an der für Schüler organisierten Dampferfahrt auf dem Irtysch bis zum Saissansee teil. Auf Bitten des Literatur-Lehrers schrieb er 1925 zum Jahrestag des Todes Lenins ein Gedicht, das dann das Schullied wurde.
Nach dem Schulabschluss 1925 in Omsk ging Wassiljew im Juni 1926 nach Wladiwostok, um an der Fernost-Universität zu studieren. Er trat öffentlich auf und beteiligte sich an der Arbeit der Gesellschaft für Literatur und Kunst, deren Poetik-Sektion von Rjurik Iwnew geleitet wurde. Am 6. November 1926 erschien in der Zeitung sein erstes gedrucktes Gedicht Oktjabr. Anfang Dezember 1926 begab er sich auf die Reise nach Moskau. Unterwegs in Chabarowsk, Nowosibirsk und Omsk nahm er an literarischen Treffen teil und veröffentlichte in der von Wladimir Jakowlewitsch Sasubrin redigierten Zeitschrift Sibirskije Ogni und anderen lokalen Zeitschriften. Im Juli 1927 kam er nach Moskau mit einem Empfehlungsbrief Rjurik Iwnews und begann auf Anraten der Allrussischen Union der Schriftsteller das Studium an der Lunatscharski-RabFak der Künste, das er nicht abschloss.
1928 lebte Wassiljew bei seinen Eltern in Omsk. Im August 1928 begab er sich mit Nikolai Iljitsch Titow nach Sibirien und Fernost, wo sie als Kultur-Animateure, Jäger, Matrosen und in den Goldgruben an der Selemdscha arbeiteten. Darüber erzählte Wassiljew in seinen späteren Büchern. Im Herbst 1929 kam er nach Moskau zurück und fuhr als Spezialzeitungskorrespondent ans Kaspische Meer und an den Aralsee. 1930–1932 wurden Wassiljews Gedichte in der Iswestija, in der Literaturnaja gaseta, im Nowy Mir, in der Krasnaja now, im Ogonjok und anderen Zeitschriften gedruckt. Ein Gedicht widmete Wassiljew der Dichterin Natalja Petrowna Kontschalowskaja.
Im März 1932 wurde Wassiljew zusammen mit Nikolai Iwanowitsch Anow, Jewgeni Nikolajewitsch Sabelin, Sergei Nikolajewitsch Markow, Leonid Nikolajewitsch Martynow und Lew Nikolajewitsch Tschernomorzew wegen Zugehörigkeit zur konterrevolutionären Literatengruppe Sibirische Brigade verhaftet. Er wurde zwar zu drei Jahren Verbannung im Nordkreis verurteilt, aber bedingt freigelassen. 1934 begann mit einem Artikel Maxim Gorkis über literarische Spielereien eine Kampagne gegen Wassiljew, dem Trunksucht, Hooliganismus, Verletzung der Passordnung, Antisemitismus, Weißgardistentum und Verteidigung des Kulakentums vorgeworfen wurde. Im Januar 1935 wurde er aus dem Schriftstellerverband der UdSSR ausgeschlossen. Im Juli 1935 wurde er wegen Hooliganismus verhaftet und nach Haft im Rjasaner Gefängnis im Frühjahr 1936 freigelassen. In dem Film Der Parteiausweis, der 1936 in die Kinos kam, war Wassiljew das Vorbild für den wichtigsten Antihelden, der Spion, Diversant und Volksfeind war.
Während des Großen Terrors wurde Wassiljew im Februar 1937 zum dritten Mal verhaftet und am 15. Juli vom Militärkollegium des Obersten Gerichts der UdSSR wegen Zugehörigkeit zu einer terroristischen Gruppe und Vorbereitung eines Anschlags auf Stalin zum Tod durch Erschießen verurteilt. Er wurde am 16. Juli 1937 im Moskauer Lefortowo-Gefängnis erschossen. Seine Asche kam in das Massengrab der nicht abgeholten Aschen auf dem Donskoi-Friedhof.
1956 wurde Wassiljew rehabilitiert. Dies löste eine neue Diskussion der politischen Position Wassiljews aus, in der Sergei Pawlowitsch Salygin Wassiljews Position verteidigte. Wassiljews Witwe Jelena Alexandrowna Wjalowa-Wassiljewa (1909–1990) und Wassiljews Schwager und Förderer Iwan Michailowitsch Gronski, der in den 1930er Jahren Chefredakteur der Zeitungen Isestija und Nowy Mir war, sammelten die nachgelassenen Werke Wassiljews und bereiteten sie zur Veröffentlichung vor. Dazu gehörten auch Werke, die Pawel Leonidowitsch Wjatscheslawow, Sergei Alexandrowitsch Podelkow und Grigori Alexandrowitsch Sannikow auf eigene Gefahr gesammelt und aufbewahrt hatten.
In seinen Gedichten verband Wassiljew, der in den Kosakendörfern Kasachstans aufgewachsen war, Motive des alten Russlands mit den Sprachformeln der Revolution und der UdSSR. Seine Werke wurden von Wolfgang Kasack, Dmitri Michailowitsch Kowaljow und auch von Boris Leonidowitsch Pasternak sehr geschätzt, wie Alexander Konstantinowitsch Gladkow berichtete.
Wassiljew gehörte zu der Gruppe der „Bauerndichter“.
Wassiljews Kenotaph wurde neben dem Grab seiner zweiten Frau Jelena Alexandrowna Wjalowa-Wassiljewa auf dem Kunzewoer Friedhof aufgestellt. 1991 wurde in Pawlodar das Wassiljew-Museum eröffnet. 2003 wurde in Omsk ein Gedenkstein für Wassiljew aufgestellt. Eine Bibliothek in Omsk trägt seinen Namen. 2011 wurde in Pawlodar ein Wassiljew-Denkmal aufgestellt. Anatoli Grigorjewitsch Poperetschny widmete ihm ein Gedicht.

## Werke
- Песня о гибели казачьего войска (1928–1932)
- Лето (1932)
- Август (1932)
- Одна ночь (1933)
- Соляной бунт (1933)
- Кулаки (1933–1934)
- Синицын и К° (1934)
- Женихи (1935)
- Принц Фома (1936)
- Христолюбовские ситцы (1935–1936).
- Патриотическая поэма (1936)

- Листвой тополинной и пухом лебяжьим… (1930)
- Товарищ Джурбай (1930)
- Строителю Евгении Стэнман (1932)
- Стихи в честь Натальи (1934)
- Другу поэту (1934)
- Тройка